# Poljana Breška
Poljana Breška ili Breška Poljana je naselje u Hrvatskoj, nalazi se u Ivanić-Gradu u Zagrebačkoj županiji. Prema popisu stanovništva iz 2011. naselje nije imalo stanovnika.

## Položaj
Naselje se nalazi u blizini Ivanić-Grada u Zagrebačkoj županiji. Naselje se nalazi na 103 metara nadmorske visine.

## Stanovništvo
Naselje je imalo najviše stanovnika prema popisu iz 1890. godine. Prema popisu iz 2011. godine naselje nije imalo stanovnika.
| broj stanovnika | 604   | 654   | 641   | 679   | 652   | 622   | 618   | 541   | 471   | 476   | 541   |       |       |       |       |       |
|                 | 1857. | 1869. | 1880. | 1890. | 1900. | 1910. | 1921. | 1931. | 1948. | 1953. | 1961. | 1971. | 1981. | 1991. | 2001. | 2011. |

## Vanjske poveznice
- Službene stranice Grada Dugo Selo